# 4080 Galinskij
4080 Galinskij eller 1983 PW är en asteroid i huvudbältet som upptäcktes den 4 augusti 1983 av den rysk-sovjetiska astronomen Ljudmila Karatjkina vid Krims astrofysiska observatorium på Krim. Den är uppkallad efter den sovjetiske radioingenjören Nikolaj Galinskij.
Den tillhör asteroidgruppen Flora.